# Mučeniki (Aškerc)
Pesniška zbirka Mučeniki Antona Aškerca je izšla leta 1906 v Ljubljani, založil jo je Lavoslav Schwentner. 
Zbirka ima 47 pesmi in Prolog. Dogajanje je postavljeno nekje med letoma 1569 in 1635. Le v pesmi Aleksandrijska knjižnica poseže v leto 389. V zbirki je izrazil sočutje do upornikov zoper protireformacijsko gibanje. Delo ima motive protestantizma (luteranstvo, branje biblije v slovenskem jeziku, odprava samostanov, proti celibatu, pokatoličevanje luteranov). 

## Okoliščine nastanka
Aškerc je pri enaindvajsetih letih vstopil v mariborsko bogoslovje, ker se je tolažil, da bo tam našel priložnost za razreševanje svojih verskih dvomov ob primerjanju tradicionalnega mišljenja in spoznanj sodobne znanosti, a se je dvom le povečal. Med snovmi iz slovenske zgodovine, ki so močno razvnemale Aškerčevo ustvarjalno domišljijo, je bilo tudi obdobje slovenske reformacije iz druge polovice 16. stoletja, saj je z uporabo te motivike v svojih pripovednih pesmih lahko izpovedal svoje misli o narodni prebuji, svobodoljubju in svobodoumju ter o socialni pravičnosti. Ob študiju zgodovinskih virov in literature o slovenskem protestantizmu se mu je nabralo mnogo snovi, ki jih je uporabil najprej v pesnitvi Primož Trubar leta 1905 nato pa v pesmih za zbirko Mučeniki. Največ je črpal iz zgodovinske knjige Geschichte Krains, kjer je Avgust Dimitz na podlagi originalnih dokumentov in literature podrobno opisal zgodovinska dogajanja, zlasti razvoj protestantizma in začetke slovenske književnosti. Branje Dimitza ga je napotilo tudi k Radiczevim in Hicingerjevim zgodovinskim razpravam, zlasti pa h knjigi hrvaškega literarnega zgodovinarja Ivana Kostrenčića Urkundliche Beiträge zur Geschichte der protestantischen Literatur der Südslaven. Že v zgodovinski pesnitvi Primož Trubar je z motivi reformacije izrazil misli o narodnem prebujenju, svobodoljubju in socialni pravičnosti. Temu so sledili Mučeniki, ki so neposreden plod negativnih ocen Primoža Trubarja. Tu je Aškerc še bolj poudaril vse tisto, kar je vedel, da bo kritike ogorčilo. Pobudo mu je utegnil dati Tominšek sam z izjavo o junaštvu protestantov, ki so zdržali v domovini. Aškercu pa ni bilo toliko do poveličevanja njihovih zaslug, ampak bolj do obtožbe njihovih zatiralcev, zato se je oprl na nekatera bolj ali manj zgodovinska imena iz protireformacije in jih opremil s svojo tendenco. V protestantih je videl prednike, začetnike tistega, za kar se je boril tudi on sam. Borili so se za prevod biblije v slovenščino in za opravljanje bogoslužja v ljudskem jeziku, ne v latinščini. Aškerca je skrbela zgodovinska resnica, da je bila slovenska reformacija, ki je vzbudila nastanek slovenske književnosti, poražena s strani protireformacije. Aškerc si je prizadeval uporabo slovenskega jezika v javnem uradovanju, za slovenske šole od osnovne prek gimnazije do vseučilišča ter pomen ljudskih knjižnic in ljudskih univerz. Aškerc je prevzel kar nekaj Trubarjevih idej: Trubar je menil, da je precejšen del katoliške maše malikovanje – Aškerc je iz istih razlogov tako na hitro maševal, Trubar je menil, da Marije in svetnikov ni treba posebej častiti – Aškerc je imel zaradi tega večkrat težave, Trubar je pridigal zoper spoved – Aškerc se je spovedovanja branil, Trubar se je boril proti vraževerju in proti izkoriščanju ljudske lahkovernosti – Aškerc prav tako.

## Zgodovinske osebe v zbirki
Aškerc pretežno upesnjuje zgodovinske osebe, resnične med njimi so Ferdinand II. Habsburški (Prolog, Na gradu Lanšprešu, Golška legenda, Ferdinandov razglas), Karel II. Avstrijski (Prolog, Peter Kupljenik, Francesco Barbaro), Jurij Dalmatin (Jurij Dalmatin, Trije sodi, Trubarjeva smrt), Adam Bohorič (Jurij Dalmatin, Trubarjeva smrt, Poslednji šolski dan), Boštjan Andrejčič (Trije sodi, V krčmi pri »belem medvedu«, Tomaž Hren v Velenju, Tomaža Hrena čudo), Primož Trubar (Auto da fé), Flerič (Flerič),Tomaž Hren (Prolog, Hren v cerkvi sv. Lizabete, Poslednji šolski dan, Na gradu Lanšprešu, Škof Hren v Vinjem dolu, Kovač Hren, Ana Znojilškova, Tomaž Hren in beriči, Klara Javornikova, Škofa Hrena smrt), Polydorus Montagnana (Legenda o Jurjevem kloštru), Peter Kupljenik (Peter Kupljenik), Jurij Bohinjec – s pravim priimkom Wohiniz (Jurij Bohinjec), Matija Gubec (Legenda o Novem kloštru, Tožba slovenskega ljudstva v protireformacijski dobi) in pa tudi manj znane Janez Znojilšek (Na gradu Lanšprešu), Avgust Saški (Jurij Dalmatin), Urban Vurcnar – pravi priimek Wurtzer (Jurij Dalmatin), Maruša Medvedova (Skakači), Jerom Stopistran (Skakači), Matija Golež – pravo ime Luka (Skakač), papeški nuncij Salvago (Skakači), Ilija Gregorčič (Ilija pred Jurjevim kloštrom), Francesco Barbaro (Francesco Barbaro, Župnik Lapicida), škof Teofil – pravo ime Theophil (Aleksandrijska knjižnica), predikant Dolnjak – s pravim imenom Hanns Dolnjak/Hanns Dolliansky/Johan Dolianski (Tomaž Hren v Velenju), Jurij Maček (Golška legenda), Klara Javornikova – s pravim imenom Clara Jauernikhin (Klara Javornikova), Helena Bernardini (Helena Bernardinijeva), Janez Bernardini – tudi Janez Krstnik Gedenelli (Helena Bernardinijeva), Štefan Dvornik – s pravim imenom Stefan Duornich (Legenda o Novem kloštru), Salvator Moscheni Pietro (Legenda o Novem kloštru), Boštjan Bernat – s pravim imenom Stefan Bernath (Legenda o Novem kloštru), kmet Matevžič – s pravim imenom Mathias Mathousiz (Legenda o Novem kloštru), Matija Bergomaški – s pravim imenom Matthias der Bergomaske (Legenda o Novem kloštru) ter nekatere izmišljene Trubarjeva hči Barbara (Jurij Dalmatin), patra Avgustinus in Innocentius (Legenda o Jurjevem kloštru), župnik Lapicida (Župnik Lapicida), opatinja Suzana (Opatinja Suzana), Kamilo Suarda (Flerič), Muha Jošt (Na gradu Lanšprešu), Peter Iskra (Kovač Iskra), Florjan Kremenjak (Luteran Kremenjak), Ana Znojilšek (Ana Znojilškova), Katarina Pečovičeva (Na gradu Lanšprešu), Jurij Kozel (Ana Znojilškova), kmet Zagorjan in žena Ana (Kmet Zagorjan in kelih), Martin Trtnik (Škof Hren v Vinjem dolu) Ahasver (Ahasver ob grmadi), Krištof Harar (Legenda o Križki vasi) in pater Tit (Legenda o svetem pepelu, Jezuitov spremljevalec).
Škof Tomaž Hren se bori proti protestantski veri tako, da uničuje njihove knjige in templje, naroča umore luteranov. V pesmi Škofa Hrena smrt je Aškerc prikazal Hrenovo smrt kot moro. Nasprotnik Trubarja je bil še nadškof Francesco Barbaro, ki se je odpravil na deset mesečno pot po slovenskih deželah, kjer je požigal slovenske knjige, biblije in pesmarice. Nasprotnik Trubarja je bil tudi Kamilo Suarda, ki je grozil ljudem, da jih bo zaprl, če se ne odpovejo luteranstvu. Jurija Bohinca je čakala smrt, ker je bral slovensko biblijo; Peter Iskra je bil privezan na sramotilni steber, ker se ni hotel pokoriti Hrenu in sprejeti drugo vero kot luteranstvo ter bil nato prisiljen zapustiti dom. Učitelj Adam Bohorič se bori za slovenski jezik in se v pesmi Poslednji šolski dan z žalostjo poslavlja od učencev po ukazu Ferdinanda in Hrena, za katera je znanje Luciferjeva iznajdba. V pesmi Na gradu Lanšprešu predikant Janez Znojilšek v sobi bere Dalmatinovo biblijo, ko jih preseneti novica, da prihaja sodnik Jošt Muha po Znojilška. Sodnika so tako napili, da je Znojilšek imel dovolj časa, da pobegne. V pesmi "Ana Znojilškova" Ana, luteranka, tarna nad življenjem. Jurij Kozel, pokoren Hrenu, ji da ponudbo, da je ne bo odvedel v ječo, če se mu preda. Kozel ne sprejme Anine zavrnitve in plane na njo, ta ga v samoobrambi ubije. Florjan Kremenjak v pesmi Luteran Kremenjak hrabri ljudstvo, medtem ko kasneje v pesmi Luterana Kremenjaka pridiga na ulici očita ljudstvu njihovo nezvestobo in jih zmerja s sužnjih. V pesmi Luterana Kremenjaka testament je Kremenjak na smrtni postelji in govori sinu naj prebira evangelije ter naj ne odstopa od svojega, naj se bori za to kar je njegovo. 

## Prevodi
- Anton Aškerc, Albert Bazala: Izabrane pjesme, Zagreb: 1913. (COBISS)
- Anton Aškerc, Andra Žeželj: Antologija novije jugoslavenske lirike za srednje i stručne škole, Beograd: 1932. (COBISS)
- Anton Aškerc, Vladimir Mičatek, Ljudmila Podjavorinska: Slovenske Pohl'ady, Zavet. (1907) (COBISS)

Hrvaški prevod pesmi Auto da fé je bil objavljen v časopisu Mlada Hrvatska (1908). (COBISS)